# Classic Albums: Iron Maiden - The Number of the Beast
The Number of the Beast è un DVD appartenente alla collana Classic Albums edita dalla Eagle Vision che, sotto forma di documentario, analizza l'album tramite interviste (ai protagonisti e non.), attraverso aneddoti e filmati vari dell'epoca in cui questo uscì.

## DVD

### Documentario
- The Number Of The Beast
- 22 Acacia Avenue
- The Prisoner
- Run To The Hills
- Children Of The Damned
- Hallowed Be Thy Name

#### Materiale Bonus
- Adrian Smith And Dave Murray Twin Guitars
- Beast Stories
- Reading Festival 1982
- Nicknames
- Rod Smallwood
- Adrian Smith Plays "Children Of The Damned"
- Adrian Smith Plays "The Number Of The Beast"
- A Message From Clive Burr
- "Hallowed Be Thy Name" Rio 2001